# Zillah Emanuels
Zillah Emanuels (Amsterdam, 10 januari 1954 - aldaar, 14 juli 2004) was een Nederlandse danseres, actrice en zangeres.
Zillah Emanuels was een halfzus van Natascha Emanuels en danseres (ondere andere bij The Twinkle Stars, die Oscar Harris begeleidden), toen ze als Bella Beer assistente werd van Ron Brandsteder in de Showbizzquiz. Later zong Ron Brandsteder een ode aan deze beer, hetgeen resulteerde in een top 40 hit. Ook speelde ze een rol in de film De Boezemvriend van André van Duin en een kleinere rol in de film Brandende Liefde. 
Voorts vertolkte ze in de komedie-series van Wim T. Schippers in Het is weer zo laat! de rol van dienstmeisje Dorien en in De Lachende Scheerkwast de rol van talentvol zangeresje Ingrid Gortebroek. Het nummer 'Verliefd' met zang van Zillah en achtergrondzang van Wim T. Schippers was vaak in de serie te horen. Na de serie werd het nummer op single uitgebracht, maar het werd geen hit. In Opzoek naar Yolanda speelde ze weer de rol van Ingrid Gortebroek, nu als assistent van detective Schaambergen.  
Na deze films gaat Zillah Emanuels als choreografe/begeleidster van jong talent aan het werk. Haar laatste klus is het coachen van de kandidaten in Una Voce Particolare, het televisieprogramma van Ernst Daniël Smid.
Zillah Emanuels overleed op 50-jarige leeftijd aan een agressieve vorm van longkanker die slechts een paar maanden voor haar dood werd geconstateerd.